# Dinofelis
Dinofelis bio je rod sabljozubih mačaka (Felinae) koje su pripadale tribusu Metailurini. Bili su rasprostranjeni u Europi, Aziji, Africi i Sjevernoj Americi prije barem 5 do 1,2 miljuna godina (rani pliocen-rani pleistocen). Fosili vrlo slični fosilima Dinofelisa iz ranih stijena formacije Lothagam koje u starosti dosežu do ranog miocena, prije nekih 8 milijun godina.

## Opis i ekologija
Po veličini bio je između današnjeg leoparda i lava, otprilike veličine jaguara (70 cm visok i težine do 120 kg) - srednje velika, ali snažna mačka koja je imala dva istaknuta sabljasta zuba. Prednji udovi bili su izrazito snažno građeni u usporedbi s današnjim mačkama (pa čak i jaguarom). Tako zdepasto tijelo možda ukazuje na to da je preferirao staništa s gustom ili mješovitom vegetacijom, iako je možda također bio sličan jaguaru, u čija staništa spadaju i prašume i otvoreni prostori poput močvara bez drveća.

### Tjelesna težina
Serge Legendre i Claudia Roth su pregledali dva primjerka u svrhu nalaženja podataka o tjelesnoj masi. Za prvi primjerak procijenjeno je da je imao težinu od 31,4 kg. Drugi je imao težinu od 87,8 kg.

### Zubalo
Očnjaci Dinofelisa su duži i pljosnatiji nego kod današnjih mačaka, ali kraći i obliji nego kod pravih sabljozubih mačaka. Dinofelis i nimravidi se zbog toga obično nazivaju "lažnim sabljozubim" mačkama. (Međutim, nimravidi nisu bliski srodnici Dinofelisa.) Dok su mu donji očnjaci također bili krupni, zubi u zadnjem dijelu čeljusti nisu bili krupni kao kod lava i ostalih današnjih velikih mačaka.

### Fosili
Fosili Dinofelisa pronađeni su u južnoj Africi, zajedno s kostima pavijana kojeg je možda ubio. Također su pronađene kosti nekoliko primjeraka Dinofelisa i pavijana u jednoj prirodnoj zamci.  Dinofelisi su možda ušli u nju kako bi se hranili uhvaćenim životinjama ili su možda jednostavno prolazili kroz područje gdje se ta zamka nalazila i nisu se više mogli izvući iz nje. Na nekoliko nalazišta u južnoj Africi pronađeni su dokazi da je Dinofelis lovio Australopithecusa africanusa, jer su tu pronađeni fosilizirani ostaci Dinofelisa, hominida i drugih velikih životinja koje su u to vrijeme živjele na tom području. Osim toga, jer su u južnoj Africi ostaci Dinofelisa pronađeni blizu fosiliziranih lubanja Paranthropusa, od kojih nekoliko ima parne rupe na sebi čija razdaljina gotovo savršeno odgovara onoj kod gornjih zuba Dinofelisa, moguće je da su Dinofelisi također lovili krupne hominide.
Smatra se da je postepeni nestanak šuma, u kojima je Dinofelis lovio, doprinio njegovom izumiranju na početku ledenog doba.

## Ishrana
Dinofelis je lovio životinje, uključujući mladunce mamuta, mlade i stare mastodone i Homo habilisa (pretka današnjih ljudi).

## Vrste
Moguće je da postoji još neopisanih vrsta.
- Dinofelis aronoki: nastanjivao je Keniju i Etiopiju tokom perioda villafranchia i biharija. Nedavno odvojen od D. barlowi.
- Dinofelis barlowi: živio je od kasnog miocena do ranog pleistocena. Geografski bio je rasporstranjen u Europi i Sjevernoj Americi, ali najviše u Africi. Imao je visinu od 70 cm i dužinu od 1 m, pa stoga je vjerojatno najmanja vrsta roda Dinofelis.
- Dinofelis cristata: nastanjivao je Kinu. (Uključuje D. abeli.)
- Dinofelis darti: nastanjivao je južnu Afriku tokom perioda villafranchia.
- Dinofelis diastemata: Evropa
- Dinofelis paleoonca: Sjeverna Amerika
- Dinofelis petteri: istočna Afrika
- Dinofelis piveteaui: južna Afrika
- Dinofelis sp. "Langebaanweg"
- Dinofelis sp. "Lothagam"

## U popularnoj kulturi
Dinofelis je prikazan u BBC-jevoj dokumentarnoj emisiji Walking with Beasts (Šetnja sa zvijerima) kao grabežljivac koji lovi Australopithecuse.
U prvoj sceni filma 2001: A Space Odyssey grupa primitivnih hominida, prije otkrića alata, žive u strahu od velike, grabežljive mačke (koju je glumio jaguar), koja vjerojatno pretpostavlja Dinofelisa, iako je u istoimenom romanu mačka nazvana "leopardom".